# Rozália-kápolna (Esztergom)
Az esztergomi római katolikus Palermói Szent Rozália-kápolna, vagy helyi nevén a Rozália-kápolna a Petőfi Sándor utca és a Dobogókői út találkozásánál, a Vaskapu lábánál áll. A műemléki kápolna területileg a Szent Anna-plébániához tartozik.

## Története

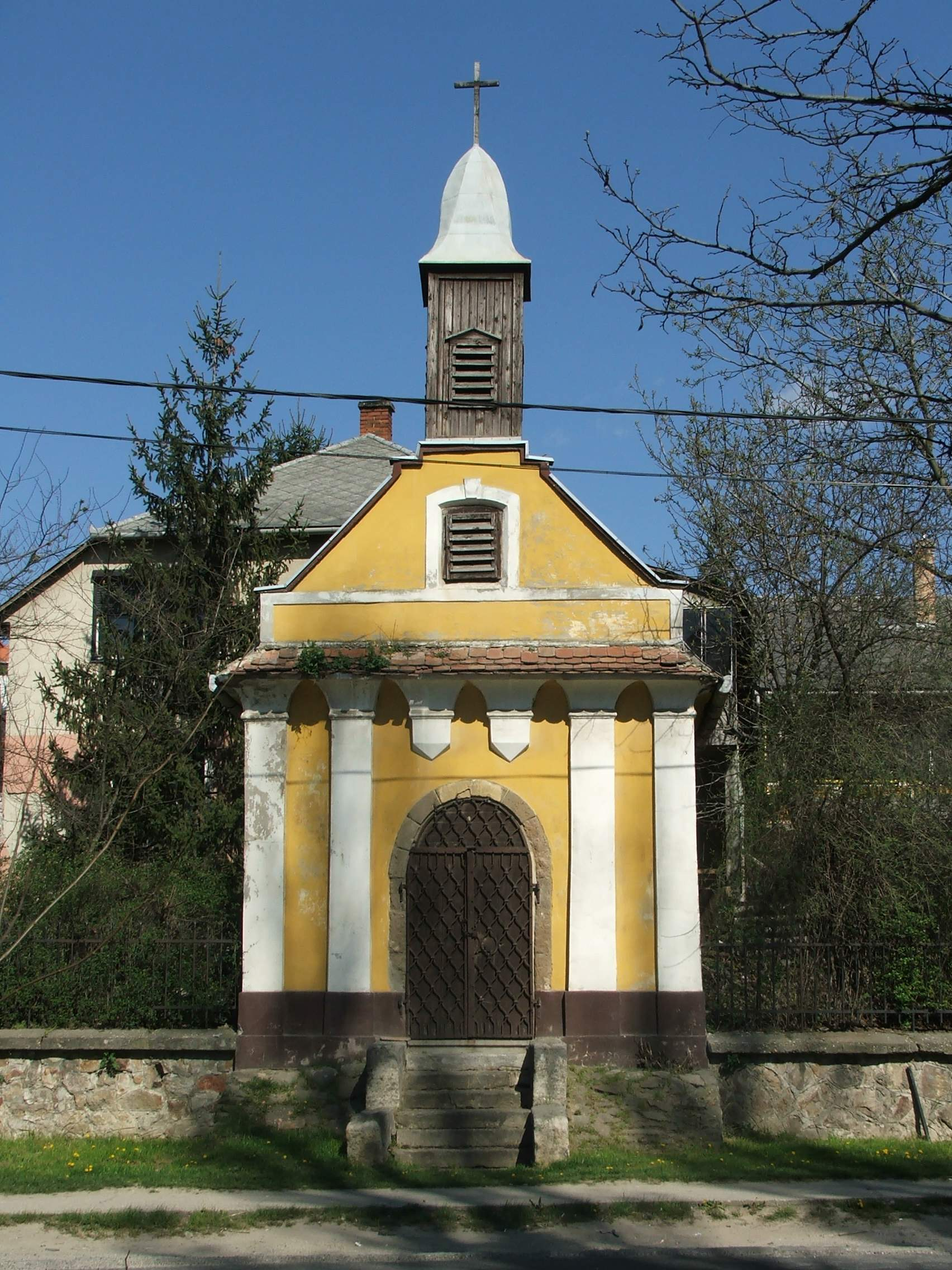
Felújítás előtt, 2007 áprilisában

A mostani barokk épület helyén a középkorban valószínűleg ugyancsak kápolna állt. 
Esztergom szabad királyi város területén, a belvárosi plébániához tartozóan, nyolc új kápolnát, valamint egy Szentháromság-szobrot emeltek a 18. század első felében. A római katolikus Rozália-kápolnát 1736-ban egy pék, egy fazekas és egy mézesbábos költségén építették fel. Kloser János, Reisel Jeremiás, Heischmann Bertalan a városi tanács tagjai is voltak. Feltehetőleg a pestis távoltartására, vagy a pestis elmúlásával fogadalomként épült. Ismeretlen építész munkája.
Az 1779-es Canonica Visitatio már említette a kápolna kerítésfalának jobb sarkán álló Szt. Flórián-szobrot, amelyet Heismann József állíttatott, aki valószínűleg a kápolna egyik alapítójának, Heischmann Bertalannak a leszármazottja volt. 
2007-2008-ban a kápolnát felújították Székely János plébános anyagi támogatásával. Megáldása a búcsúi szentmise keretében került sor 2008. szeptember 3-án.

## Leírása
Egyszerű, egyhajós, barokk építmény, amihez fával fedett huszártorony csatlakozik. 
A fedett szentély egyenes záródású, kontyolt nyeregtetős. Oromzata pilaszterekkel tagolt, a bejáratot, amihez lépcsősor vezet fel kovácsoltvas rács védi. A szabadon álló kápolna belső tere síkmennyezetes, berendezése a 18. század végéről származik, de díszítőfestése már 20. század elejei. A kápolnához kétoldalt kovácsoltvas kerítés csatlakozik.
- A kápolnától délre homokkőből készült, a 19. század elejéről származó, rossz állapotú Szent Flórián-szobor áll. Ez eredetileg a Kálvária út elején, az egykori Heischmann és Fiai szappangyár sarkánál állt. A gyártulajdonos azután emelte a fogadalmi emléket a tűzoltók védőszentjének miután tűzkárt szenvedett. Alkotója ismeretlen. Hasonló szobor áll a vár falának egyik fülkéjében a vármúzeum bejáratától nem messze, valamint a tűzoltóság épületének Baross Gábor utcai oldalán is.
- A kápolnától a belváros irányába, a kerítésen egy kő alapokon álló kovácsoltvas kereszt áll, rajta szoborszerű, festett fém feszülettel. Talapzata felireatos. 1846-ban állította özvegy Pathó István, melyre 22 forint alapítványt is tett. 1998-ban újították fel.

Az épület melletti Kálvária út egy turistaút, ami felvezet a vaskapui menedékházba.

## Külső hivatkozások
- A Rozália-kápolna a templom.hu-n